# Женская сборная России по баскетболу 3×3
Женская сборная России по баскетболу 3×3 представляет Россию на международных соревнованиях по баскетболу 3×3. Управляющим органом является Российская федерация баскетбола.
По состоянию на 17 августа 2024, женская сборная России по баскетболу 3×3 занимает 55-е место в мировом рейтинге ФИБА женских сборных по баскетболу 3×3.

## Результаты выступлений
| Турнир                             | Золото | Серебро | Бронза | Всего |
| ---------------------------------- | ------ | ------- | ------ | ----- |
| Олимпийские игры                   | 0      | 1       | 0      | 1     |
| Чемпионат мира по баскетболу 3×3   | 1      | 2       | 0      | 3     |
| Чемпионат Европы по баскетболу 3x3 | 2      | 0       | 1      | 3     |
| Европейские игры                   | 1      | 0       | 0      | 1     |
| Итого                              | 4      | 3       | 1      | 8     |

### Летние Олимпийские игры
| Год        | Место          | Игры           | Победы         | Поражения      | Состав команды                                                   |
| ---------- | -------------- | -------------- | -------------- | -------------- | ---------------------------------------------------------------- |
| Токио 2020 | 2              | 9              | 6              | 3              | Юлия Козик, Анастасия Логунова, Евгения Фролкина, Ольга Фролкина |
| 2024       | не участвовали | не участвовали | не участвовали | не участвовали | не участвовали                                                   |

### Чемпионат мира по баскетболу 3x3
| Год            | Место          | Игры           | Победы         | Поражения      | Состав команды                                                            |
| -------------- | -------------- | -------------- | -------------- | -------------- | ------------------------------------------------------------------------- |
| Афины 2012     | 9              | 6              | 5              | 1              | Станислава Федотова, Мария Савина, Анна Тихомирова, Татьяна Видмер        |
| Москва 2014    | 2              | 9              | 8              | 1              | Мария Черепанова, Анна Лешковцева, Анастасия Логунова, Александра Столяр  |
| 2016           | не участвовали | не участвовали | не участвовали | не участвовали | не участвовали                                                            |
| Нант 2017      | 1              | 7              | 7              | 0              | Анна Лешковцева, Анастасия Логунова, Татьяна Петрушина, Александра Столяр |
| Bocaue 2018    | 2              | 7              | 5              | 2              | Анна Лешковцева, Анастасия Логунова, Людмила Сапова, Александра Столяр    |
| Амстердам 2019 | 6              | 5              | 4              | 1              | Ольга Фролкина, Анна Лешковцева, Анастасия Логунова, Александра Столяр    |
| 2022—н. в.     | не участвовали | не участвовали | не участвовали | не участвовали | не участвовали                                                            |

### Чемпионат Европы по баскетболу 3x3
| Год            | Место          | Игры           | Победы         | Поражения      | Состав команды                                                            |
| -------------- | -------------- | -------------- | -------------- | -------------- | ------------------------------------------------------------------------- |
| Бухарест 2014  | 1              | 6              | 6              | 0              | Мария Черепанова, Анна Лешковцева, Анастасия Логунова, Александра Столяр  |
| Бухарест 2016  | 3              | 5              | 4              | 1              | Анна Лешковцева, Александра Столяр, Екатерина Сытняк, Татьяна Видмер      |
| Амстердам 2017 | 1              | 5              | 5              | 0              | Анна Лешковцева, Анастасия Логунова, Татьяна Петрушина, Александра Столяр |
| 2018           | не участвовали | не участвовали | не участвовали | не участвовали | не участвовали                                                            |
| Дебрецен 2019  | 9              | 2              | 1              | 1              | Ольга Фролкина, Анна Лешковцева, Анастасия Логунова, Александра Столяр    |
| Париж 2021     | 4              | 5              | 3              | 2              | Евгения Фролкина, Ольга Фролкина, Юлия Козик, Александра Столяр           |
| 2022—н. в.     | не участвовали | не участвовали | не участвовали | не участвовали | не участвовали                                                            |

### Европейские игры
| Год        | Место          | Игры           | Победы         | Поражения      | Состав команды                                                       |
| ---------- | -------------- | -------------- | -------------- | -------------- | -------------------------------------------------------------------- |
| Баку 2015  | 1              | 7              | 6              | 1              | Татьяна Петрушина, Татьяна Видмер, Мария Черепанова, Анна Лешковцева |
| Минск 2019 | 6              | 4              | 2              | 2              | Юлия Козик, Екатерина Поляшова, Анна Позднякова, Анастасия Шувагина  |
| 2023—н. в. | не участвовали | не участвовали | не участвовали | не участвовали | не участвовали                                                       |